# Tom Žurga
Tom Žurga, slovenski nogometaš, * 17. januar 1998.
Žurga je profesionalni nogometaš, ki igra na položaju napadalca. Od leta 2024 je član avstrijskega kluba ATUS VeldenDrau. Ped tem je igral za slovenske klube Triglav Kranj, Kranj in Rudar Velenje, islandski Ungmennafélagið Leiknir in avstrijski Spittal/Drau. Skupno je v prvi slovenski ligi odigral 55 tekem in dosegel pet golov, v drugi slovenski ligi pa 35 tekem in pet golov. Leta 2016 je odigral pet tekem in dosegel dva gola za slovensko reprezentanco do 18 let.